# Daniel Mazuera
Daniel Mazuera Gómez (Bogotá, 12 de diciembre de 1945) es un abogado, economista, periodista, político, escritor y educador colombiano, miembro del Partido Conservador Colombiano, siendo representante del ala laureanoalvarista.
Mazuera fue embajador en Argentina durante 1991 y 1993 para el presidente César Gaviria, ministro de Comercio Exterior durante la presidencia de Ernesto Samper, y decano de la facultad de Economía en la Universidad Sergio Arboleda fundada por su tío, Álvaro Gómez Hurtado, por cuyo asesinato renunció al ministerio de Comercio Exterior.
Cercano a Gómez Hurtado, fue considerado uno de sus herederos políticos junto a Roberto Camacho Werberverg. Mazuera fue secretario de gobierno de la alcaldía de Bogotá en los años 70, y representante a la cámara por Cundinamarca y concejal de Bogotá en los años 80 a nombre del conservadurismo. Fue precandidato a la alcaldía de Bogotá por su partido.
Actualmente está vinculado al Consejo Directivo de la Universidad Sergio Arboleda.

## Familia

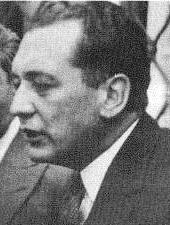
Su abuelo materno, Laureano Gómez.

Daniel era miembro de la aristocracia local de la capital colombiana, siendo sus padres Daniel Mazuera Villegas y Cecilia Gómez Hurtado, siendo sus hermanos Camilo, Diego y Felipe Mazuera Gómez. En segundas nucpias, su madre se casó con Juan Carlos Fajardo, con quien tuvo a su medio hermano Juan Carlos Fajardo Gómez.
Su padre era hermano del empresario Fernando Mazuera Villegas, exalcalde de Bogotá y fundador de la constructora Mazuera y Cía, cuyos proyectos tienen en común llevar nombres con la letra inicial M tales como Mazurén, Ciudad Modelia, Mandalay y otros actuales barrios de renombre en Bogotá.
Su madre era una de las hijas del político y periodista Laureano Gómez Castro, quien ejerció la presidencia de Colombia entre 1950 y 1951; dirigente de la derecha colombiana y confundador del periódico conservador El Siglo. Su abuelo era hermano del periodista y caricaturista José María "Pepe" Gómez, cuya cuñada estaba casada con el filántropo ecuatoriano Manuel Muñoz Borrero, y tanto su esposa como su cuñada eran bisnientas del expresidente de Colombia, Manuel María Mallarino.

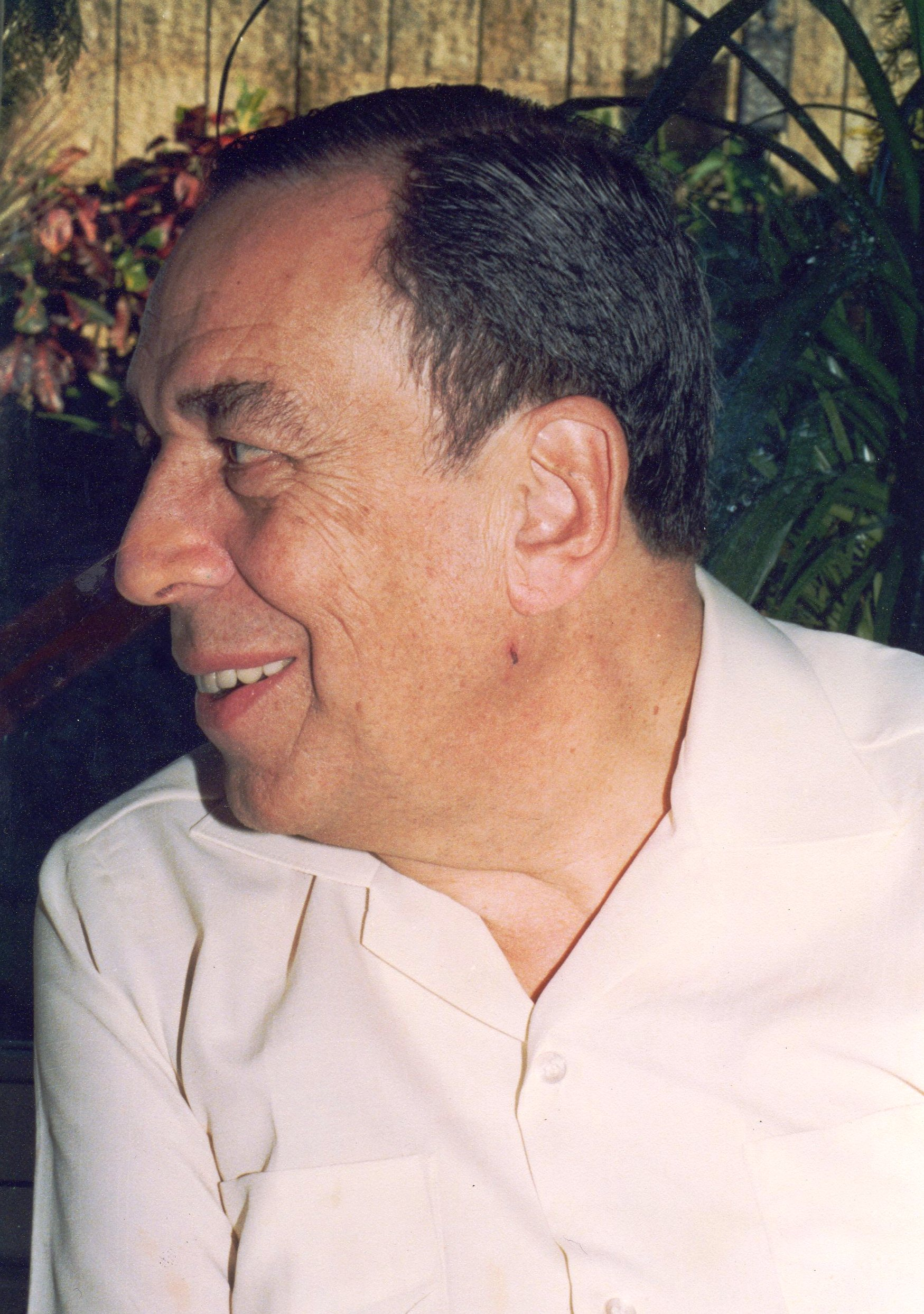
Su tío Álvaro, hermano de su madre, fue embajador en Francia, mientras él lo era en Argentina.

Su madre era hermana del político y periodista Álvaro Gómez Hurtado, quien intentó sin éxito ser presidente en 3 ocasciones, fundando en 1990 la influyente disidencia conservadora Movimiento de Salvación Nacional, y quien fue asesinado en 1995 en circunstancias aún no claras; hijo de Álvaro es su primo Mauricio Gómez Escobar, influyente periodista y cronista del Canal Caracol. 
Otro de sus tíos fue el político Enrique Gómez Hurtado, cuyos hijos Miguel y Enrique Gómez Martínez, otros de sus primos, continúan el legado familiar en la política a través del MSN. De hecho, Enrique intentó sin éxito ser presidente de Colombia en 2022.

## Obras
- Sobre esto y aquello: ensayos sobre la realidad económica (1985)
- Algunas consideraciones en torno a la inversión extranjera en Colombia
- Hacia el siglo XXI. Estrategias, acciones y resultados. Memorias [del ministro de Comercio Exterior] al Congreso de la República (1994)
- Retos y oportunidades del comercio exterior
- Identidad con las tesis de Alvaro Gómez; Comparto inconformidad con el Régimen (1995)